# Дети-солдаты

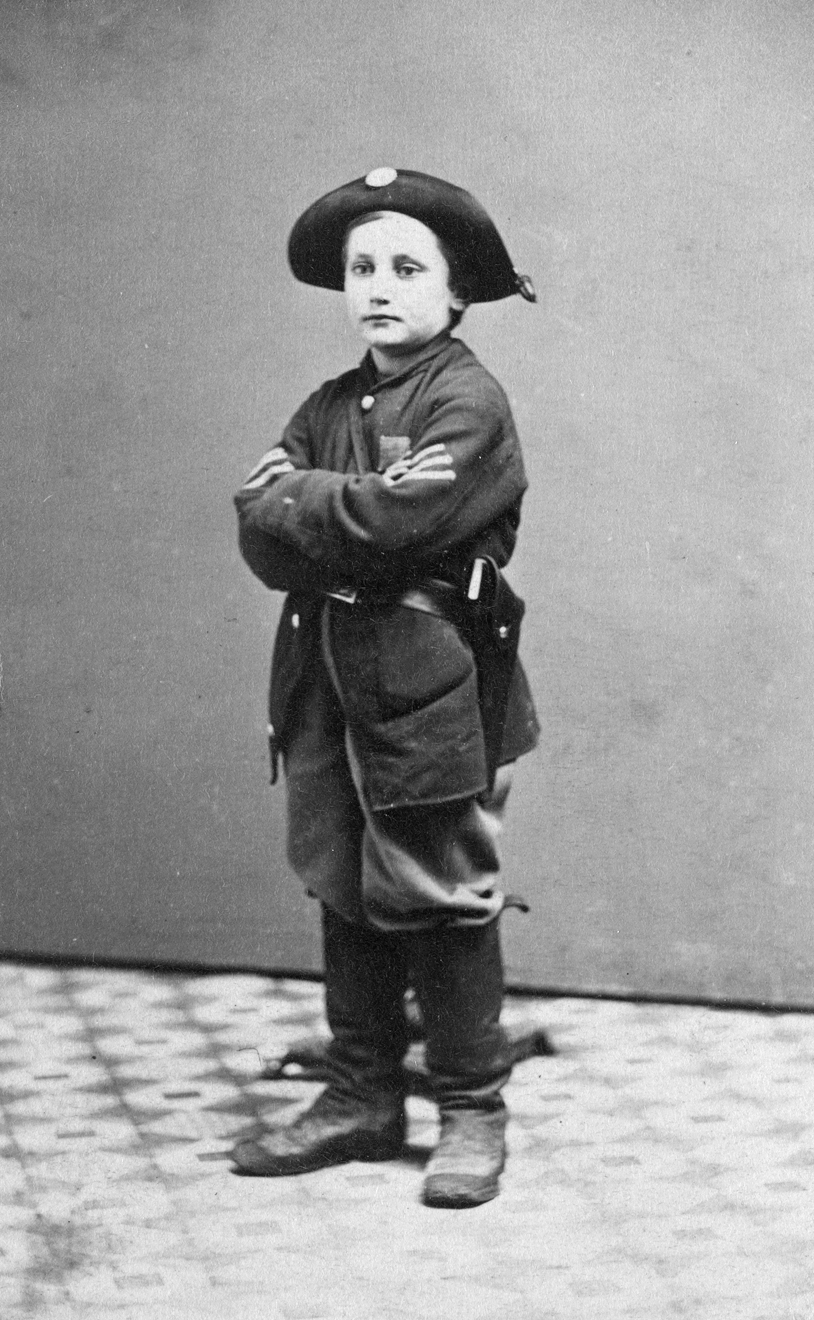
Джон Линкольн Клем, Гражданская война в США.

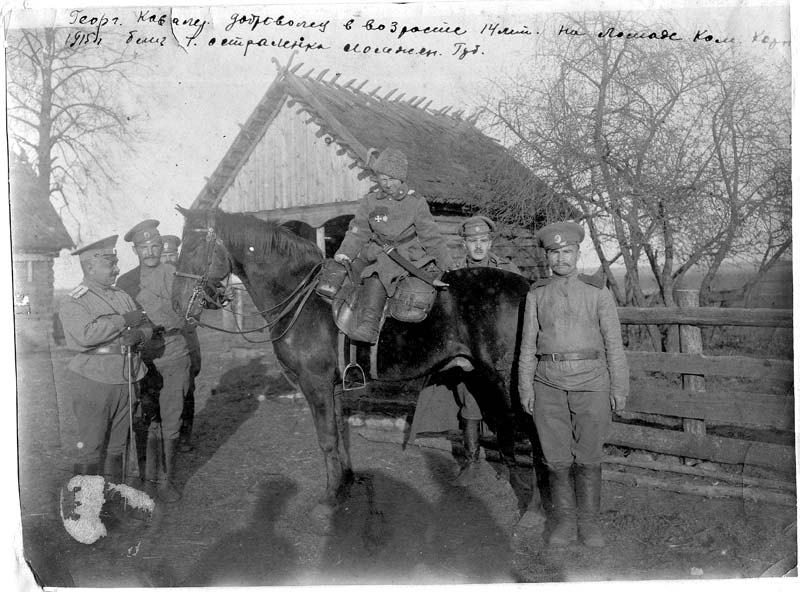
14-летний кавалер Георгиевского креста с бебутом на коне. 1915 год. Из фонда Новосибирского областного краеведческого музея.

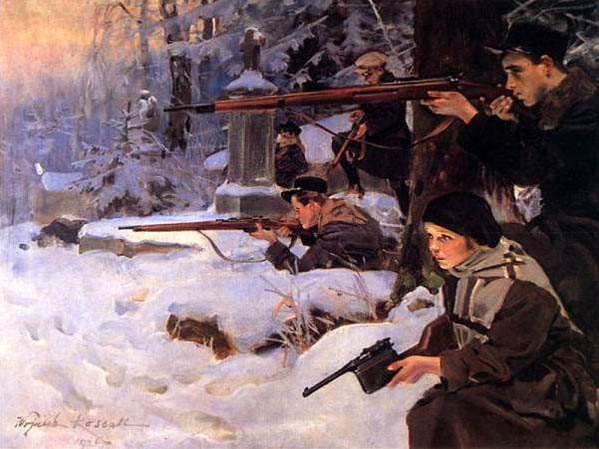
Оборона кладбища «львовскими орлятами» зимой 1918/1919 г. Картина Войцеха Коссака, 1926

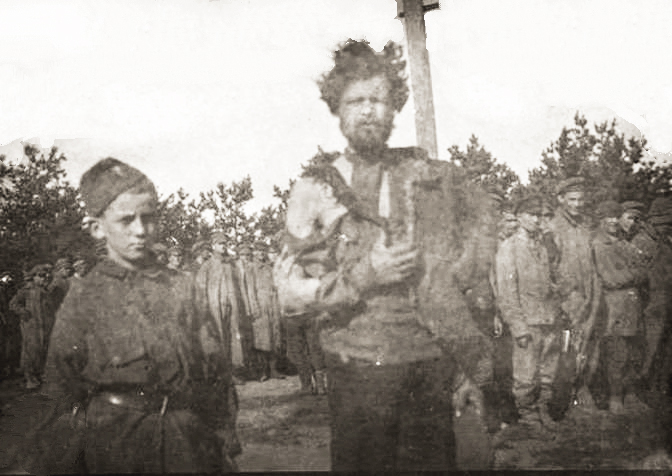
Неизвестный военнопленный РККА с малолетним польским солдатом.

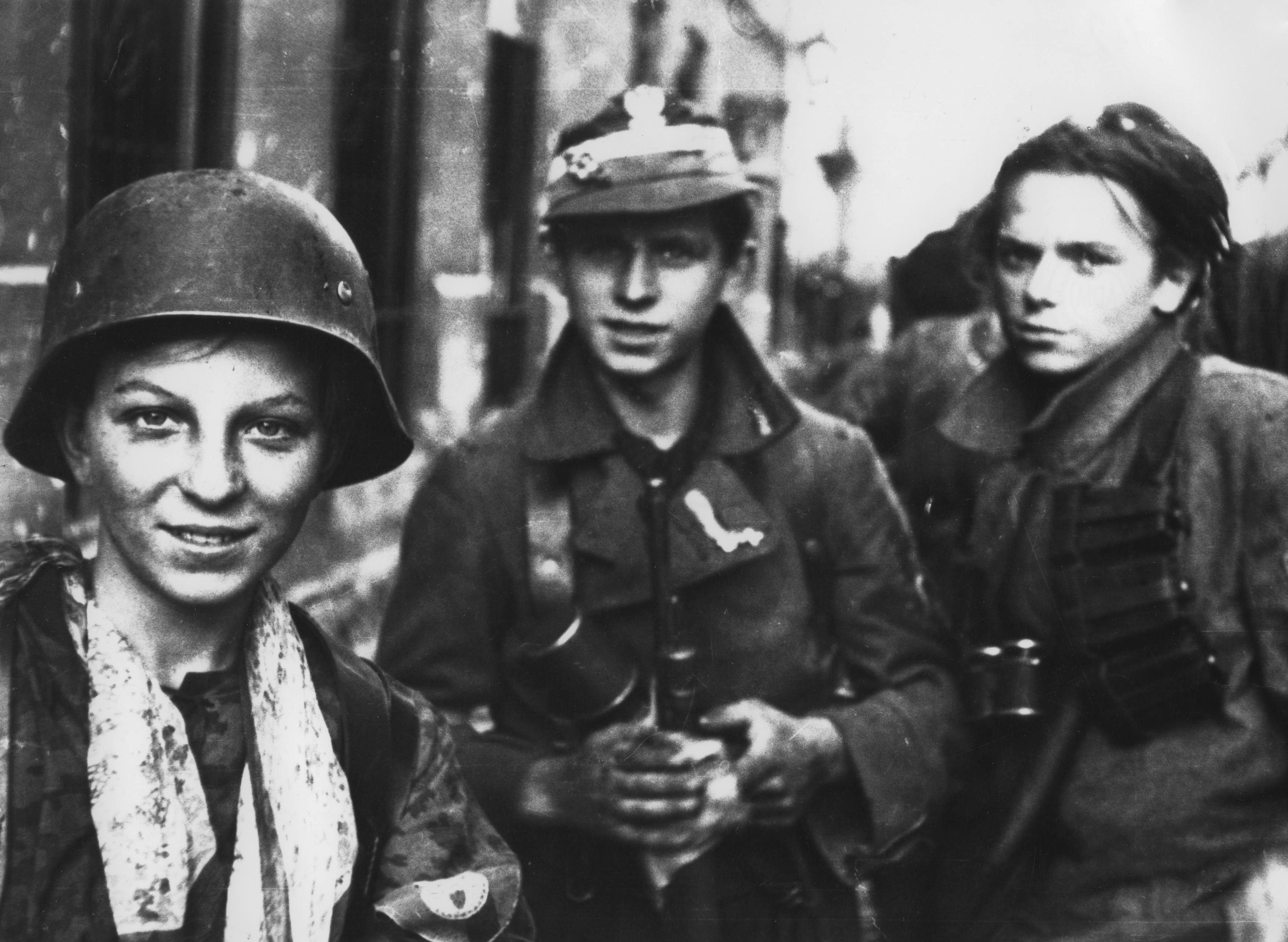
Мальчики-солдаты, повстанцы-харцеры Армии Крайовой во время Варшавского восстания 1944 года.

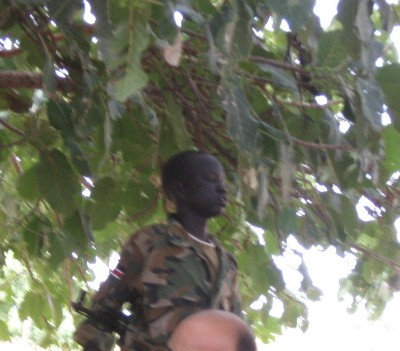
Мальчик-боец Народной армии освобождения Судана, 2007 год.

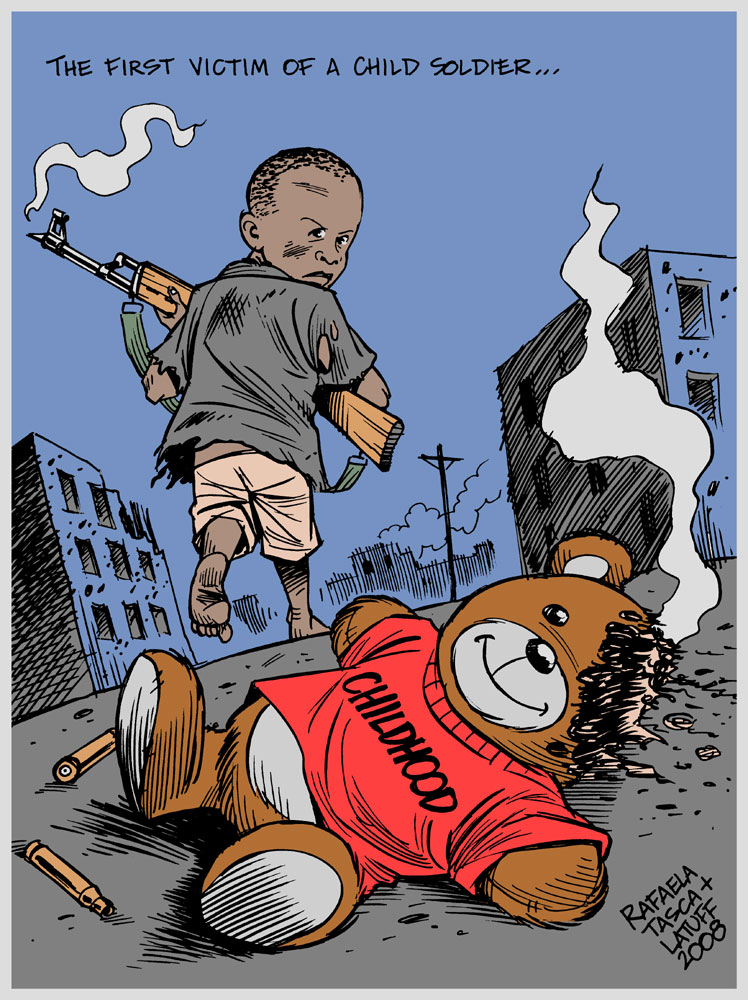
«Первая жертва ребёнка-солдата — детство» (постер Рафаелы Таско и Карлоса Латуффа).

Дети-солдаты — несовершеннолетние, активно участвующие в боевых действиях. 
По оценкам на 2007 год, 300 000 детей использовались в качестве солдат в около 30 конфликтных регионах по всему миру.

## История
Дети участвовали в боевых действиях с древности. Так, в Средние века, начиная с возраста четырнадцати лет, дети становились оруженосцами, которые оказывали помощь рыцарям, к примеру, несли ночной караул и чистили оружие.
В XVIII и XIX веках служившие на военных кораблях мальчики, называвшиеся «пороховыми обезьянками», которые часто были не старше восьми лет, в ходе боя подносили порох из погребов и помогали перезаряжать орудия взрослым морякам. До девятнадцатого века включительно мальчики в возрасте от 10 лет служили барабанщиками в армиях разных стран.
В России ещё в XVIII веке, в каждой воинской части был один, по меньшей мере, юный барабанщик, а на каждом корабле — несовершеннолетний гардемарин. В XIX веке была распространена практика набора детей в кантонисты. 
В конце Второй мировой войны немецкие власти позволяли четырнадцатилетним детям служить добровольцами в частях фольксштурма. Из добровольцев гитлерюгенда формировались отряды, которым поручалось прикрытие отхода частей вооружённых сил Германии (вермахт), совершение диверсионных актов в тылу войск антигитлеровской коалиции.
В РККА во время Великой Отечественной войны были «сыны полков» — обычно сироты, подобранные солдатами на дорогах войны. Кроме того, советские подростки воевали в партизанских отрядах, участвовали в подпольных организациях на оккупированных нацистами их союзниками и сателлитами территориях. Из юных партизан особо известны Марат Казей, Володя Дубинин и Валя Котик (всем им к моменту гибели было 13—14 лет). За боевые заслуги десятки тысяч детей были награждены орденами и медалями . Многие юные участники Великой Отечественной войны погибли в боях или были казнены оккупантами. Памятник детям — участникам обороны Ленинграда — установлен на проспекте Непокорённых неподалёку от Пискарёвского мемориального кладбища.
Дополнительный протокол I к Женевским конвенциям от 12 августа 1949 г., относящийся к защите жертв международных вооружённых конфликтов, и Дополнительный протокол к Женевским конвенциям от 12 августа 1949 года, относящийся к защите жертв немеждународных вооружённых конфликтов, принятые в июне 1977 года, запрещают участвовать в вооружённых конфликтах лицам моложе пятнадцати лет. В 1995 году Генеральный Секретарь ООН вместе с разными правительственными и неправительственными институтами призвал к «запрещению любых форм привлечения к военной службе и участия в конфликтах детей моложе восемнадцати лет», что получило название позиции «Строго после 18 лет».
Тем не менее во многих государствах и странах мира дети продолжают участвовать в боевых действиях. Особенно это распространено во внутригосударственных вооружённых конфликтах в государствах и странах Африки. Журналист Петер Шолл-Латур писал о детях-солдатах как о «наиболее ужасной болезни Африки». Он был свидетелем того, как во время гражданской войны в Сьерра-Леоне во Фритауне около 8000 человек были изувечены бандой детей-солдат, известной как «Вестсайдские мальчики». В 2008 году в Демократической Республике Конго более половины личного состава всех военных формирований (30 000 человек) были несовершеннолетними. В Уганде почти 70 % боевиков так называемой «Армии сопротивления Господа» составляют дети и подростки, некоторым из них всего по восемь лет. Их похищают во время набегов на деревни и заставляют сражаться на стороне боевиков, а тех, кто пытается бежать, убивают. С 1980-х годов таким образом стали боевиками около 30 000 детей. По словам вице-председателя Центра по защите прав человека в Могадишо Али Шейха Ясина, в рядах сомалийских правительственных войск количество детей достигает 20 %. В противостоящей ей группировке «Джамаат Аш-Шабааб» доля несовершеннолетних составляет 80 %.
Дети часто используются для разведки и при устройстве засад, так как они менее заметны, чем взрослые, из-за их маленького роста им легче прятаться, и они не вызывают подозрений. Детей легче, чем взрослых, довести до состояния, при котором они бездумно подчиняются и бесстрашно сражаются. Так, один из командиров вооружённых групп в Демократической Республике Конго сказал: «Дети — хорошие бойцы, потому что они молоды и хотят показать себя. Они верят, что это какая-то игра, поэтому они так бесстрашны». Иногда детей приучают к наркотикам и алкоголю, чтобы добиться подчинения. Часто, чтобы разорвать все связи похищенного ребёнка с родным селением, его заставляют убить кого-то из родственников или соседей. Боевики используют и девочек — прежде всего как наложниц, но также и как разведчиц и бойцов.
В Мьянме созданную в 1997 году каренскую вооружённую группировку под названием «Армия Бога» возглавили девятилетние братья-близнецы Джонни и Лютер Хту.
Детей в качестве бойцов используют и различные военизированные исламистские организации, в частности — «Исламское государство».
Хотя международные организации призывают правительства рассматривать детей-солдат как жертв, а не пособников боевиков, многие из тех, кто задерживается правительственными войсками и полицией, часто проводят не один год в предварительном заключении. В программы по реабилитации попадает всего несколько тысяч в год, что составляет ничтожно малую их часть.
Реинтеграция детей-солдат в общество после окончания вооружённого конфликта является сложной задачей. За разоружением боевиков следует этап поиска семей детей-солдат и их воссоединения. Также предпринимаются усилия по восстановлению духовной связи детей с их общинами. Эта задача включает снятие чувства отчуждения, вины и злости, которое дети могут испытывать по отношению к своим семьям, обвиняя родителей в том, что они не смогли их защитить. Программы реинтеграции должны также учитывать проблемы, связанные с готовностью самих общин принять возвращающихся детей в тех случаях, когда дети совершили в своих общинах массовые злодеяния. В докладе ООН указывается, что дети, которых принудили к совершению зверских преступлений, не должны нести ответственность в той же мере, что и взрослые.

## Международная уголовная ответственность
В соответствии с пунктом 2 (а) (XXVI) статьи 8 Римского статута Международного уголовного суда набор или вербовка детей в возрасте до пятнадцати лет в состав национальных вооруженных сил или их использование для активного участия в боевых действиях являются военным преступлением.
В марте 2012 года Международный уголовный суд признал гражданина Демократической Республике Конго Томаса Лубангу Дьило, лидера «Союза конголезских патриотов», участника итурийского конфликта, виновным в вербовке детей для участия в боевых действиях.

## Дети-солдаты в массовой культуре

### В аниме и манге[9]
- В аниме «Full Metal Panic» одним из главных героев является семнадцатилетний сержант Сагара Сосуке, который упоминает, что начал участвовать в боевых действиях с восьми лет[10].
- В аниме «Ёрмунганд» главным героем является Джонатан Мар (Ёна) — мальчик-солдат западно-азиатского происхождения из частей горной пехоты[10].
- В манге «Gangsta.» одним из главных героев является Николас, который в детстве находился при боевом отряде.
- В манге и аниме «Rurouni Kenshin» фигурируют два бывших солдата Сэкихотая — Сагара Саносукэ и Цукиока Цунан — которые попали в эту часть будучи детьми и воевали в ней до самого предательства.
- В манге «Fort of Apocalypse» один из главных героев — Ивакура Го — в прошлом был похищен африканской повстанческой группировкой и долгое время воевал в её составе.
- В аниме «Now and Then, Here and There» Сюдзо Мацутани попадает в другой мир, где армия безумного диктатора Хамдо состоит в основном из мальчишек.

### В видеоиграх
- В серии Metal Gear, действие которой происходит во время Холодной войны, часто появляются дети-солдаты; в частности, в Metal Gear Solid: Peace Walker присутствует несовершеннолетний солдат Чико, а главный герой Metal Gear Solid 2: Sons of Liberty и Metal Gear Rising: Revengeance Райден стал ребёнком-солдатом во время событий в Либерии.
- В компьютерной игре Call of Duty: Black Ops 2 дети-солдаты служат в армии МПЛА в Анголе.
- В видеоигре Fuga: Melodies of steel игрок берёт под контроль танк, экипажем которого являются дети.

### В кино
- В художественном фильме «Падение черного ястреба» присутствуют дети-солдаты среди сомалийских пиратов.
- В художественном фильме «Кровавый алмаз» Объединенный революционный фронт Сьерра-Леоне вербует детей с целью использования их в карательных операциях. Сын главного героя оказывается завербован в ряды Фронта.
- В художественном фильме «Сволочи» советский подполковник Вишневецкий формирует диверсионный отряд из детей-уголовников дабы совершить диверсию на немецкой базе (на самом деле детские диверсионные отряды из детей уголовного элемента и узников концлагерей формировала нацистская Германия, но эффективность подобных соединений была очень мала. В большинстве случаев дети сразу же сдавались органам СМЕРШа).
- В художественном фильме «Король Пётр 1» присутствует Момчило Гаврич-самый молодой участник Первой мировой войны, воевавший на стороне Сербии